# Zama (Japonia)
Zama (jap. 座間市 Zama-shi) – miasto w Japonii, w prefekturze Kanagawa, na wyspie Honsiu, nad rzeką Sagami.

## Położenie
Miasto leży w centralnej części prefektury i graniczy z miastami:
- Atsugi
- Ebiną
- Sagamiharą
- Yamato

## Przemysł
W tym mieście rozwinął się przemysł samochodowy, odzieżowy, włókienniczy, papierniczy, spożywczy oraz drzewny.

## Historia
1 kwietnia 1889 roku w powiecie Kōza powstała wioska Zama. 20 grudnia 1937 roku wioska zdobyła status miasteczka (町). 29 kwietnia 1941 roku miejscowość stała się częścią Sagamihary, a 1 września 1948 roku odłączyła się i miejscowość została ponownie utworzona. 1 listopada 1971 roku Zama zdobyła status miasta.

## Populacja
Zmiany w populacji Zamy w latach 1970–2015:
| Rok  | Populacja |
| ---- | --------- |
| 1970 | 56 727    |
| 1975 | 80 562    |
| 1980 | 93 503    |
| 1985 | 100 000   |
| 1990 | 112 102   |
| 1995 | 118 159   |
| 2000 | 125 694   |
| 2005 | 128 174   |
| 2010 | 129 436   |
| 2015 | 128 737   |

## Miasta partnerskie
- Stany Zjednoczone: Smyrna